# Reggina 1914
La Reggina 1914 es un club de fútbol de Italia, con sede en Regio de Calabria, en la región de Calabria. Fue fundado en 1914, y refundado en varias ocasiones. Compite en la Serie D, cuarta categoría del fútbol italiano.

## Historia
En el año 1914 nació la Reggina. El 11 de enero un grupo de jóvenes creó a la Unión Sportiva Reggio Calabria, el primer antepasado del club que hoy representa a la ciudad. Años difíciles en los que las ganas y pasión por el fútbol suplían la falta de fondos e instalaciones.
En los primeros 30 años se dieron sucesivos cambios de nombre sin movimiento de categorías. Ascendió por primera vez en 1938 a la Serie C en lo que fue una experiencia fugaz, porque a final de temporada descendieron nuevamente a la Serie D. El primer hito importante llega al final de la temporada 64-65, la Reggina, bajo el mandato del presidente que da nombre al Estadio Oreste Granillo, alcanza la Serie B. Aguanta 9 campeonatos seguidos llegando a luchar por subir a la Serie A. Sin embargo, en los 70, la Reggina cae de nuevo a la Serie C. Se moverá entre la liga C1 y la C2, lejos de la Serie B durante 14 años. El 17 de abril de 1986, tras serias dificultades financieras, se refundó como Reggina Calcio.
El 12 de junio de 1988 regresó a la Serie B, tras superar al Perugia Calcio en la fase de ascenso. Pocas temporadas después baja nuevamente a la Serie C, y pese a las dificultades económicas logra ascender a la Serie B de nuevo en la temporada 1992-93.
En la temporada 1998-99, el Reggina, consigue meterse en la fase de ascenso a la Serie A por primera vez en su historia, logrando el ascenso al final de la temporada.
El primer partido en la Serie A del Reggina fue frente a la Juventus de Turín en el Estadio de los Alpes de Turín, donde lograron un 1-1, por sorpresa. En el equipo de esta temporada jugaban futbolistas de la talla de Andrea Pirlo, Roberto Baronio o Mohamed Kallon. El 7 de mayo del 2000 logran la salvación en la Serie A con una jornada de antelación.
El Reggina logró mantenerse durante 10 temporadas en la máxima categoría del fútbol italiano, hasta que descendió en la temporada 2008-2009 a la Serie B, categoría en la que aguantó hasta la temporada 2013-14 cuando desciende nuevamente hasta la Lega Pro. 
Tras una serie de dificultades económicas el club no decide inscribirse en el 2015 descendiendo a la Serie D, y cambiando el nombre del club a Società Sportiva Dilettantistica Reggio Calabria, nombre que se mantuvo solo un año, ya que en 2016 pasó a llamarse Urbs Reggina 1914. Durante la temporada 2015-16 lograron de nuevo el ascenso a la Serie C.
El 8 de junio de 2020 ascendió nuevamente a la Serie B.
Debido a una gran crisis financiera, el club fue relegado a la Serie C para la temporada 2023-24.

## Estadio

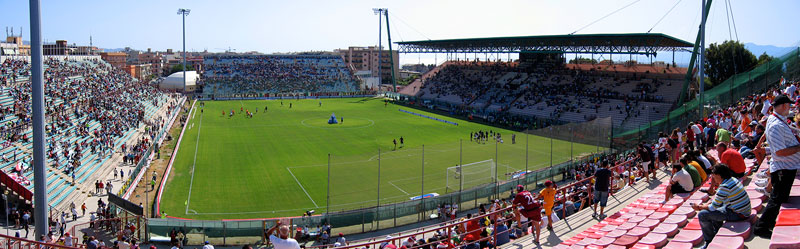
El Estadio Oreste Granillo.

El Stadio Oreste Granillo de Reggio Calabria es una instalación deportiva que se encuentra en la zona sur de la ciudad. Derecho memoria, Oreste Granillo, Presidente de la Reggina primer promovido en la serie B y alcalde de la ciudad, es el estadio más grande de Calabria.
Estadio construido de 1932 "Michele Bianchi" para el entonces presidente del club, Giuseppe Vilardi, primer estadio verdadero en la ciudad de Reggio Calabria, exactamente en el sitio donde ahora está el deseo de la GRANILLO. En los años siguientes, Michele Bianchi cambiará distintos nombres hasta la designación de "Stadio Comunale". 
A continuación, realiza obras de ampliación en la década de 1960 es cubierto de la Galería y en la década de 1980 se construye Norte (ausente de la estructura original) curva. En 1997 es coinciden la antigua estructura y dos años después es inaugurado el nuevo estadio Oreste Granillo, completamente riedificato en la misma superficie de la "Michele Bianchi" casi setenta años antes. También inserta un marcadores electrónicos.

## Palmarés

### Torneos interregionales
- Serie C (2): 1964-65 (Grupo C), 2019-20 (Grupo C)
- Serie C1 (1): 1994-95 (Grupo B)
- Serie C2 (1): 1983-84 (Grupo C)
- IV Serie (1): 1955-56 (Grupo H)